# ریخارد گنتسر
ریخارد گنتسر (چکی: Richard Genzer؛ زادهٔ ۲۰ دسامبر ۱۹۶۶) بازیگر، خواننده، رقصنده، مجری تلویزیون و کمدین اهل کشور جمهوری چک است.
از فیلم‌ها یا برنامه‌های تلویزیونی که وی در آن نقش داشته‌است می‌توان به خیابان اشاره کرد.